# آرتور آندرسون
آرتور آندرسون (انگلیسی: Arthur Andersen) شرکت خدمات حرفه‌ای آمریکایی بود، که در سال ۱۹۱۳ توسط آرتور ئی. آندرسون تأسیس شد.